# La Terre Rosse
La Terre Rosse, ex Gunn-Rita Marathon, era una gran fondo di mountain biking svoltasi con cadenza annuale sul Montello, in provincia di Treviso (Italia), dal 2001 al 2015.

## Storia
La gara è nata nel 2001, proposta del team "Pedali di Marca" di Casale sul Sile, e nel 2009 è entrata a far parte del Campionato italiano marathon; per le edizioni del 2010 ha costituito il Campionato europeo marathon e del 2011 del Campionato mondiale marathon.
Nelle prime quattro edizioni della manifestazione i corridori hanno corso in senso antiorario sul circuito del Montello, al quinto anno in senso orario. Dal 2009, nell'ambito del campionato italiano, si è ritornato a gareggiare in senso antiorario: in quell'occasione, si laurearono campioni nazionali Mirko Celestino ed Eva Lechner.
Fino al 2011 la gara ha avuto come testimonial la norvegese campionessa olimpica di cross country (Atene 2004) Gunn-Rita Dahle. Nel 2012 ha assunto la denominazione "La Terre Rosse".

## Percorso
La corsa si svolge a partire da Volpago del Montello (Treviso), con un percorso unico di circa 43 km che si sviluppano sulle colline del Montello.

## Albo d'oro
Aggiornato all'edizione 2015.
| Anno | Vincitore              | Vincitrice         |
| ---- | ---------------------- | ------------------ |
| 2001 | Ezio Tofolo            | Patrizia Guidolin  |
| 2002 | Yader Zoli             | Patrizia Guidolin  |
| 2004 | Thomas Dietsch         | Shonny Vanlandigam |
| 2005 | José Antonio Hermida   | Gunn-Rita Dahle    |
| 2006 | Aleksej Medvedev       | Annabella Stopparo |
| 2007 | Marzio Deho            | Gunn-Rita Dahle    |
| 2008 | Mirko Celestino        | Annabella Stopparo |
| 2009 | Roel Paulissen         | Gunn-Rita Dahle    |
| 2010 | Ralph Näf              | Esther Süss        |
| 2011 | Christoph Sauser       | Annika Langvad     |
| 2013 | Mirko Celestino        | Anna Ferrari       |
| 2014 | Iván Álvarez Gutiérrez | Jessica Pellizzaro |
| 2015 | Luca Braidot           | Serena Calvetti    |